# Suranenggala Lor
Suranenggala Lor is een bestuurslaag in het regentschap Cirebon van de provincie West-Java, Indonesië. Suranenggala Lor telt 3903 inwoners (volkstelling 2010).